# Gepa Maibaum
Gepa Maibaum (ur. 21 grudnia 1935 we Frankfurcie nad Menem, zm. 7 marca 2007) – niemiecka polityk i samorządowiec, w latach 1984–1989 burmistrz Kolonii, posłanka do Parlamentu Europejskiego III kadencji.

## Życiorys
Kształciła się w zakresie filologii, nie kończąc studiów. W 1970 wstąpiła do Socjaldemokratycznej Partii Niemiec. W latach 1975–1989 była radną Kolonii, od 1984 do 1989 sprawowała urząd burmistrza. Pełniła różne funkcje w strukturach SPD, Europa-Union Deutschland i organizacji pracowniczej AWO. W latach 1989–1994 sprawowała mandat eurodeputowanej III kadencji, zasiadając we frakcji socjalistycznej.